# Die Heimat

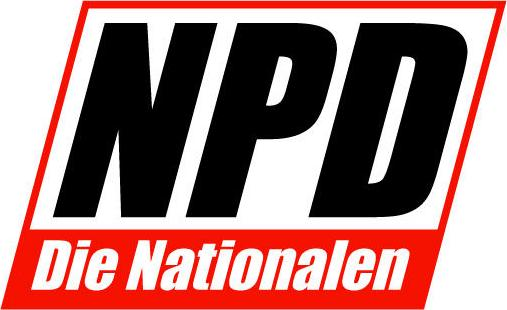
Dříve užívané logo strany 'Nationaldemokratische Partei Deutschlands'

Die Heimat (vlastním označením HEIMAT!) je německá krajně pravicová politická strana, jejíž ideová orientace má blízko k pangermánskému nacionalismu a k bílému nacionalismu. Strana byla založena dne 28. listopadu 1964 a je neoficiálním nástupcem Německé říšské strany (německy: Deutsche Reichspartei, DRP). Od svého vzniku do června 2023 se jmenovala Nationaldemokratische Partei Deutschlands (NPD) (česky: Národnědemokratická strana Německa).
Její hesla jsou práce, rodina a vlast (německy Arbeit, Familie und Vaterland).
Předsedou strany je od roku 2014 Frank Franz, který vystřídal na pozici lídra Uda Pastörse. V roce 2024 byl zvolen do čela strany Peter Schreiber.

## Historie
Strana vznikla uprostřed období hospodářské recese a svými populistickými návrhy ihned získala úspěch. Dostala se do sedmi zemských sněmů (např. Bavorska, Hesenska,...). Začátkem 70. let začal význam strany upadat. Z popela vstala až po spojení Německa, kdy v Evropě všeobecně vzrostl extremismus a angažovala se také v bývalém NDR. Zde si získala voliče a dnes zasedá v zemském sněmu Meklenburska-Předního Pomořanska. V Sasku dodnes působí její nejširší základna (vydává dokonce vlastní noviny Hlas Sasů). Její program se v některých bodech shoduje s programem NSDAP začátkem 30. let minulého století a dvakrát již byl uskutečněn pokus o soudní rozpuštění strany. Oba (v letech 2001–2003 i roku 2013) skončily ovšem negativním verdiktem, ačkoli bylo sesbíráno tisíce podpisů odpůrců strany. Sama strana usiluje o přehodnocení dějin a každoročně při výročí bombardování Drážďan demonstruje své pohledy na historii. Ovšem sama kritizuje představitele nacistického Německa za připuštění obětí bombardování.

## Politický program
NPD svůj politický program založila na kritizování liberálního kapitalismu a komunismu.
V programovém prohlášení stojí, že zastupuje plnou vůli lidu a jinými se představitelé této strany neřídí. V oblasti sociální politiky se zasahuje o tradiční rodinu s mnoha dětmi, kde žena nepracuje a stará se o děti. Kritizuje zaměstnávání imigrantů.
NPD roku 1973 vydává Ekologický manifest a brojí tak proti tomu, že "životní prostředí je znečištěno a otráveno lidmi". Strana je ochranou životního prostředí známá a odmítá ničit německou přírodu. Archivováno 5. 3. 2016 na Wayback Machine. Zároveň se ostře vyhrazuje proti týrání zvířat, testování léků na zvířatech či geneticky modifikovaných potravinách. Je odpůrcem jaderné energie v Německu. Archivováno 5. 3. 2016 na Wayback Machine.
NPD odmítá členství v NATO z důvodu, že NATO nedokáže zastupovat zájmy a potřeby evropských lidí. Je proti účasti německých vojáků ve všech válkách aliance. Strana žádá, aby Evropská unie bylo něco víc než reorganizace Sovětského svazu v Evropě. Usiluje také o změnu německé měny zpět na marku. Nepodporuje také volný pohyb osob a zboží po Evropě, ve svém programu plánuje všechny Němce bez německého původu vyhostit zpět do své země (u bělochů toleruje výjimky, ale u jiných ras ne). Archivováno 5. 3. 2016 na Wayback Machine.
Zastává antiamerikanismus, antiislamismus a antisionismus. Nevyhrazuje se proti tradičním evropským státům jako Francie ani proti Číně či Rusku, které považuje na rozdíl od Turecka či Izraele za přirozeného partnera ke spolupráci. S Ruskem nevylučuje dokonce ani vytvoření budoucí energetické unie. Archivováno 5. 3. 2016 na Wayback Machine.
Je pro naprostou reorganizaci soudního systému, mimo jiné podporuje tresty smrti pro několikanásobné dětské, sexuální a masové vrahy, nebo také těžké drogové zločince. Jako pádný argument k přijetí trestu smrti uvádí, že zločinci do Německa přichází, protože v jejich domovské zemi by je už trest smrti dávno neminul. Archivováno 5. 3. 2016 na Wayback Machine.

Logo strany z let 2013–2023

NPD tvrdí, že Německo je větší než současná Spolková republika a vyzývá k revizi hranic.

## Spolek národních žen (RNF)
Spolek národních žen, z německého názvu Ring Nationaler Frauen (RNF), je organizace NDP sdružující ženy. Nyní jí předsedá Antje Mentzel.

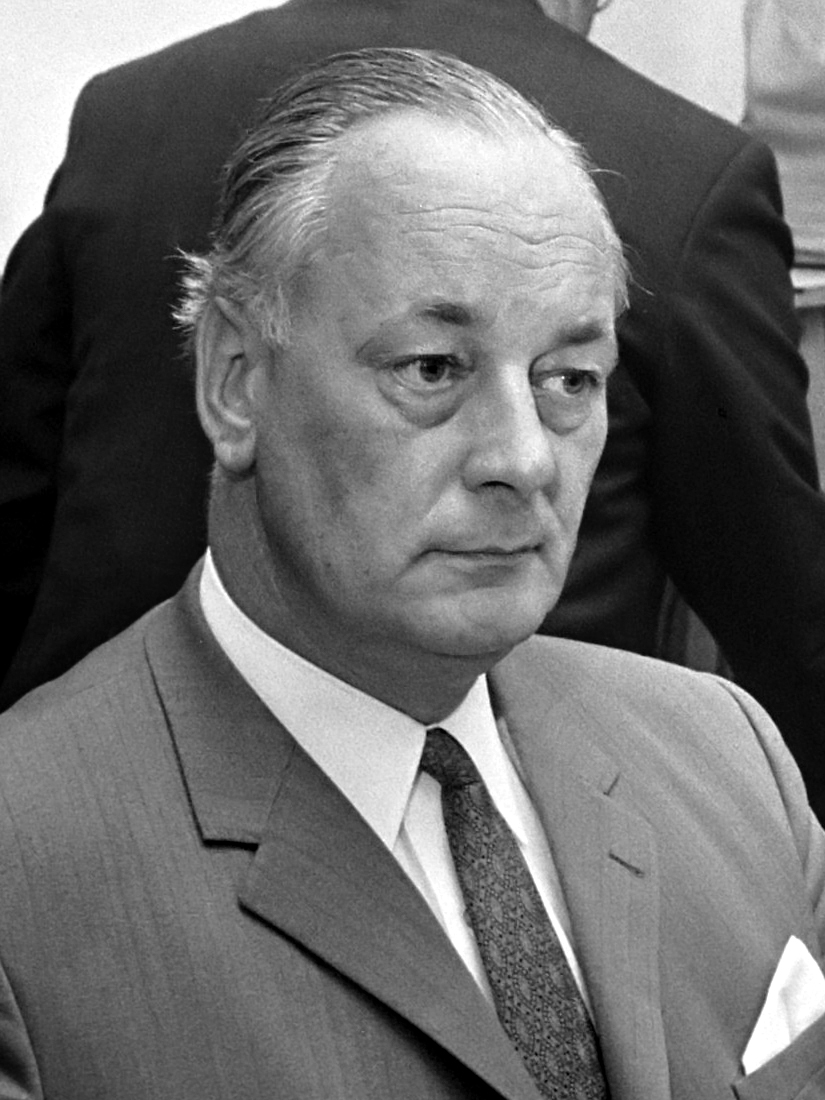
Adolf von Thadden, jeden z prvních předsedů strany NPD

## Mladí národní demokraté (JN)
Mládežnická organizace strany, která se jmenuje Mladí národní demokraté (JN), má téměř 400 členů [zdroj?]. NPD je jediná pravicová strana v Německu, která má svoji mládežnickou organizaci. Předseda JN se stává automaticky členem spolkového předsednictva NPD.
Existuje rovněž Universita národnědemokratická federace, což je akademické organizace NPD, která intenzivně pracuje s mládeží. Studenti jsou doučování, pořádají pro studenty festivaly a fotbalové dny. V listopadu 2006 také přišla strana s projektem Drážďanské školy, která má být protikladem Frankfurtské školy a má být zdrojem myšlenek ve straně.

## Finance
NPD má nemovitosti v hodnotě kolem 700.000 eur, které byly do konce roku 2005 zatížené úvěry v přibližné hodnotě jeden milion eur.[zdroj?] Strana je ze 100 % vlastněna firmou Deutsche Stimme Verlags GmbH se sídlem v saské Riese. Její příjmy tvoří každoročně zejména dary od příznivců (přes milion eur), členské příspěvky (0,5 milionu eur) a příspěvky od státu za volební výsledky. Dne 23. ledna 2024 Federální ústavní soud vyloučil stranu z financování politických stran na šest let s argumentem, že se i nadále staví proti základním principům svobodného demokratického právního státu. [https://www.bundesverfassungsgericht.de/SharedDocs/Pressemitteilungen/DE/2024/bvg24-009.html]

## Předsedové NPD
- Friedrich Thielen (1964 - 1967)
- Adolf von Thadden (1967 - 1971)
- Martin Mussgnug (1971 - 1990)
- Günter Deckert (1991 - 1996)
- Udo Voigt (1996 - 2011)
- Holger Apfel (2011 - 2013)
- Udo Pastörs (2013 - 2014)
- Frank Franz (2014 - 2024)
- Peter Schreiber (2024 - )

## Volby

### Volební výsledky 1965 - 1989 (v procentech)
| Rok  | B-W   | BY  | BE    | BR | HB    | HH    | HE    | MV | NI    | NW    | RP  | SL    | SN | ST | SH    | TH |
| ---- | ----- | --- | ----- | -- | ----- | ----- | ----- | -- | ----- | ----- | --- | ----- | -- | -- | ----- | -- |
| 1965 |       |     |       |    |       |       |       |    |       |       |     | n. a. |    |    |       |    |
| 1966 |       | 7,4 |       |    |       | 3,9   | 7,9   |    |       |       |     |       |    |    |       |    |
| 1967 |       |     | n. a. |    | 8,8   |       |       |    | 7,0   |       | 6,9 |       |    |    | 5,8   |    |
| 1968 | 9,8   |     |       |    |       |       |       |    |       |       |     |       |    |    |       |    |
| 1969 |       |     |       |    |       |       |       |    |       |       |     |       |    |    |       |    |
| 1970 |       | 2,9 |       |    |       | 2,7   | 3,0   |    | 3,2   | 1,1   |     | 3,4   |    |    |       |    |
| 1971 |       |     | n. a. |    | 2,8   |       |       |    |       |       | 2,7 |       |    |    | 1,3   |    |
| 1972 | n. a. |     |       |    |       |       |       |    |       |       |     |       |    |    |       |    |
| 1973 |       |     |       |    |       |       |       |    |       |       |     |       |    |    |       |    |
| 1974 |       | 1,1 |       |    |       | 0,8   | 1,0   |    | 0,6   |       |     |       |    |    |       |    |
| 1975 |       |     | n. a. |    | 1,1   |       |       |    |       | 0,4   | 1,1 | 0,7   |    |    | 0,5   |    |
| 1976 | 0,9   |     |       |    |       |       |       |    |       |       |     |       |    |    |       |    |
| 1977 |       |     |       |    |       |       |       |    |       |       |     |       |    |    |       |    |
| 1978 |       | 0,6 |       |    |       | 0,3   |       |    | 0,4   |       |     |       |    |    |       |    |
| 1979 |       |     | n. a. |    | 0,4   |       |       |    |       |       | 0,7 |       |    |    | 0,2   |    |
| 1980 | 0,1   |     |       |    |       |       |       |    |       | n. a. |     | n. a. |    |    |       |    |
| 1981 |       |     | n. a. |    |       |       |       |    |       |       |     |       |    |    |       |    |
| 1982 |       | 0,6 |       |    |       | n. a. | n. a. |    | n. a. |       |     |       |    |    |       |    |
| 1983 |       |     |       |    | n. a. |       | n. a. |    |       |       | 0,1 |       |    |    | n. a. |    |
| 1984 | n. a. |     |       |    |       |       |       |    |       |       |     |       |    |    |       |    |
| 1985 |       |     | n. a. |    |       |       |       |    |       | n. a. |     | 0,7   |    |    |       |    |
| 1986 |       | 0,5 |       |    |       | n. a. |       |    | n. a. |       |     |       |    |    |       |    |
| 1987 |       |     |       |    | n. a. | n. a. | n. a. |    |       |       | 0,8 |       |    |    | n. a. |    |
| 1988 | 2,1   |     |       |    |       |       |       |    |       |       |     |       |    |    | 1,2   |    |
| 1989 |       |     | n. a. |    |       |       |       |    |       |       |     |       |    |    |       |    |

### Volební výsledky od roku 1990 (v procentech)
| Rok  | B-W   | BY    | BE    | BR    | HB    | HH    | HE    | MV  | NI    | NW    | RP    | SL    | SN    | ST    | SH    | TH    |
| ---- | ----- | ----- | ----- | ----- | ----- | ----- | ----- | --- | ----- | ----- | ----- | ----- | ----- | ----- | ----- | ----- |
| 1990 |       | n. a. | n. a. | 0,1   |       |       |       | 0,2 | 0,2   | 0,0   |       | 0,2   | 0,7   | n. a. |       | 0,2   |
| 1991 |       |       |       |       | n. a. | n. a. | n. a. |     |       |       | n. a. |       |       |       |       |       |
| 1992 | 0,9   |       |       |       |       |       |       |     |       |       |       |       |       |       | n. a. |       |
| 1993 |       |       |       |       |       | n. a. |       |     |       |       |       |       |       |       |       |       |
| 1994 |       | 0,1   |       | n. a. |       |       |       | 0,1 | 0,2   |       |       | n. a. | n. a. |       |       | n. a. |
| 1995 |       |       | n. a. |       | 0,1   |       | 0,3   |     |       | n. a. |       |       |       |       |       |       |
| 1996 | n. a. |       |       |       |       |       |       |     |       |       | 0,4   |       |       |       | n. a. |       |
| 1997 |       |       |       |       |       | 0,1   |       |     |       |       |       |       |       |       | n. a. |       |
| 1998 |       | 0,2   |       |       |       |       |       | 1,1 | n. a. |       |       |       |       | n. a. |       |       |
| 1999 |       |       | 0,8   | 0,7   | 0,3   |       | 0,2   |     |       |       |       | n. a. | 1,4   |       |       | 0,2   |
| 2000 |       |       |       |       |       |       |       |     |       | 0,0   |       |       |       |       | 1,0   |       |
| 2001 | 0,2   |       | 0,9   |       |       | n. a. |       |     |       |       | 0,5   |       |       |       |       |       |
| 2002 |       |       |       |       |       |       |       | 0,8 |       |       |       |       |       | n. a. |       |       |
| 2003 |       | n. a. |       |       | n. a. |       | n. a. |     | n. a. |       |       |       |       |       |       |       |
| 2004 |       |       |       | n. a. |       | 0,3   |       |     |       |       |       | 4,0   | 9,2   |       |       | 1,6   |
| 2005 |       |       |       |       |       |       |       |     |       | 0,9   |       |       |       |       | 1,9   |       |
| 2006 | 0,7   |       | 2,6   |       |       |       |       | 7,3 |       |       | 1,2   |       |       | n. a. |       |       |
| 2007 |       |       |       |       | n. a. |       |       |     |       |       |       |       |       |       |       |       |
| 2008 |       | 1,2   |       |       |       | n. a. | 0,9   |     | 1,5   |       |       |       |       |       |       |       |
| 2009 |       |       |       | 2,5   |       |       | 0,9   |     |       |       |       | 1,5   | 5,6   |       | 0,9   | 4,3   |

| Vstup do sněmu               |
| Nejvyšší zisk v každém státě |
| n. a.: nekandidovali         |

Ve volbách do europarlamentu 2014 se jim podařilo získat 1 % platných hlasů, což jim díky zrušení 3% hranice pro vstup do europarlamentu umožnilo mít v této instituci jednoho zástupce. Ve volebním období 2014-2019 se nezařadila k žádné poslanecké frakci.

## Kritika
ARD průzkum uvádí, že většina obyvatel v Německu se domnívá, že NPD poškozuje obraz své země svými nedemokratickými názory. NPD je soupeři a médii označována za národně-socialistickou stranu, a to z různých důvodů, zejména proto, že strana nesouhlasí s rostoucím počtem neevropských přistěhovalců žijících v Německu.
Německé spolkové zpravodajské agentury NPD Verfassungsschutz klasifikuje jako "ohrožení ústavního pořádku", protože platforma a filozofie NPD je nedemokratická.[zdroj⁠?!]
Nicméně historik Walter Laqueur píše, že NPD nelze kvalifikovat jako neonacistickou stranu.

### Snaha o rozpuštění (2001 - 2003)
Po celý rok 2001 probíhala jednání o zákazu NPD, postupně došlo k odhalení působení informátorů Úřadu pro ochranu ústavy uvnitř NPD a skinheadských organizací a k přezkoumávání jejich činnosti. Dne 18. března 2003 odmítl Ústavní soud v Karlsruhe žádost německé vlády a parlamentu o zákaz strany NPD. Ústavní soud byl nespokojen s metodami bezpečnostních služeb, které byly proti NPD použity. Důvodem pro zastavení řízení o zákazu NPD byla skutečnost, že se v senátu nepodařilo vytvořit potřebnou dvoutřetinovou většinu, která by se vyslovila pro jeho pokračování. Skutečnost, nad níž se soudci zejména pozastavovali, byly prokázané přetrvávající kontakty mezi příslušníky kontrarozvědky a vedoucími členy NPD i dlouho poté, kdy byl 30. 1. 2001 návrh na zákaz činnosti této strany podán. Dle názoru soudu totiž nelze připustit aktivity tajných služeb ve vedení stran, o jejichž zákazu má Ústavní soud jednat. NPD je proto nadále legální politickou stranou a jako taková dostává pravidelně příspěvky na svoji činnost ze státního rozpočtu.